# Protein Data Bank
De Protein Data Bank (PDB) is een vrij toegankelijke database met gegevens van grote biomoleculen zoals eiwitten en nucleïnezuren. De PDB wordt beheerd door de organisatie Worldwide Protein Data Bank (wwPDB). De gegevens in de databank zijn voornamelijk afkomstig van experimentele methoden als röntgendiffractie, NMR-spectroscopie en cryo-elektronenmicroscopie, en worden aangeleverd door wetenschappers over de hele wereld. Alle structuurdata worden na indiening beoordeeld door deskundigen (biocurators), en na goedkeuring beschikbaar gemaakt in de database onder een vrije licentie.
De PDB is een belangrijke bron voor vele moleculaire wetenschapsgebieden zoals structuurbiologie en genomica. De meeste grote journals en organisaties, zoals de National Institutes of Health in de Verenigde Staten, eisen van wetenschappers dat ze hun structuurgegevens op de PDB plaatsen. Andere databanken maken gebruik van de gegevens in de PDB om eiwitten te classificeren volgens bepaalde patronen. Gene Ontology categoriseert de structuren bijvoorbeeld op basis van biologische functie en type cellulair proces.

## Geschiedenis
In 1971 werd de gegevensbank opgezet in Brookhaven. Tussen 1998 en 1999 kwam de PDB terecht bij het Research Collaboratory for Structural Bioinformatics (RCSB). In 2003 werd het wwPDB opgezet als formalisering van een bestaande samenwerking, waarmee de PDB een internationale organisatie werd. De vier leden van de wwPDB fungeren daarbij als centrum om de gegevens te plaatsen, te verwerken (o.a. annoteren) en te verdelen.

## Inhoud
De PDB wordt wekelijks geactualiseerd. De statistieken zijn te volgen op de PDB Holdings List.
De meeste structuren zijn bepaald met röntgendiffractie, ongeveer 15% van de structuren is bepaald door NMR en enkele zijn zelfs met elektronenmicroscopie bepaald. Voor structuren die bepaald zijn door röntgendiffractie zijn ook bestanden beschikbaar die de elektronendichtheid beschrijven, en waarmee deze in een geschikt programma grafisch kan worden weergegeven. Deze bestanden staan op de Electron Density Server.
In het verleden steeg het aantal structuren in de PDB bijna exponentieel. Die stijging is nu minder sterk. In 2009 werden nog 7448 structuren toegevoegd, het hoogste aantal ooit.

## Bestandsformaat
Het eerste bestandstype voor de PDB was het PDB-bestand. Dit oorspronkelijke formaat was in de breedte beperkt tot de omvang van ponskaarten: 80 tekens per regel. Omstreeks 1996 werd het macromolecular Crystallographic Information file-bestandstype, kortweg mmCIF, ingevoerd. Een XML-versie van dit type, PDBML, werd in 2005 gelanceerd.
De structuren kunnen in elk van deze drie formaten gedownload worden. De individuele bestanden kunnen ook als gecomprimeerde bestanden gedownload worden naar grafische pakketten met behulp van webadressen:
- voor PDB-bestanden: http://www.pdb.org/pdb/files/4hhb.pdb.gz;
- voor PDBML-bestanden (XML): http://www.pdb.org/pdb/files/4hhb.xml.gz;

waarbij "4hhb" de zogenaamde "PDB identifier" is, een vierdelige, alfanumerieke en unieke naam om het molecuul mee te identificeren. De gewone naam van het molecuul wordt niet gebruikt omdat meerdere structuren dezelfde naam hebben of omdat van één structuur meerdere versies aanwezig zijn.
Software om de bestanden grafisch voor te stellen kan onder meer op het internet gevonden worden, vaak als vrije software.